# KOMAT
KOMAT is de afkorting van Kontaktgroep Materieel van Bouwend Nederland en bestaat uit ruim 50 directeuren c.q. hoofden materieeldiensten van (veelal de grote) leden van Bouwend Nederland. Het is een ontmoetingsplatform voor grotere aannemersbedrijven. 

## Algemeen
De KOMAT is opgericht in 1962 en fungeert als adviescommissie van Bouwend Nederland. het beleid is erop gericht om goede randvoorwaarden te creëren voor het beheren, leveren en inzetten van materieel op bouwplaatsen. Daarnaast zijn er aandachtsgebieden, zoals het becommentariëren van groene versies van normen en documenten van onder meer EnergieNed, Ministerie SZW en het deelnemen aan commissies.
De KOMAT heeft twee onderdelen: KOMAT-B&U (bouw en utiliteit) en KOMAT-GWW (grond, weg- en waterbouw). Er bestaat een gezamenlijke stuurgroep B&U/GWW welke wordt gevormd door de voorzitters en vicevoorzitters B&U en GWW en de secretaris.
Jaarlijks verschijnt er een werkplan waarin de organisatie van de KOMAT wordt beschreven en de gekozen speerpunten. Ook bevat het een opsomming van de commissies en werkgroepen, en hun samenstelling.
Resultaten van de activiteiten worden gerapporteerd aan Bouwend Nederland en verspreid onder de leden van Bouwend Nederland.